# Helene Alberdi
Helene Alberdi Sololuze (Bilbao, 4 de mayo de 1991) es una deportista española que compite en triatlón. Ganó una medalla de oro en el Campeonato Europeo de Triatlón de Media Distancia de 2022.

## Biografía
Compitió en natación hasta los 18 años, pero al comenzar Medicina no pudo compaginar ambos a un buen nivel, y decidí dejar la natación. El último año de carrera, antes del MIR, volvió al mundo del deporte. El triatlón siempre le había llamado la atención porque se compone de tres deportes que le gustan y decidió probar.

## Trayectoria deportiva
Inició la competición en triatlón en 2015. Quedó segunda en el Triatlón de Zarautz y primera en el de Distancia Larga de Euskadi. En 2018 ganó el bronce en Media Distancia de España en Guadalajara y la plata en la Media Distancia de Iruña.
En marzo de 2019 logró el oro en la competición de duatlón que tuvo lugar en Soria. Y a finales de junio ganó el triatlón de España de larga distancia en la categoría élite celebrado en Salamanca.
En el año 2022 fue campeona de España de Media Distancia de triatlón, en Bilbao.

## Palmarés internacional
| Campeonato Europeo | Campeonato Europeo | Campeonato Europeo | Campeonato Europeo |
| Año                | Lugar              | Medalla            | Prueba             |
| ------------------ | ------------------ | ------------------ | ------------------ |
| 2022               | Bilbao (España)    | Medalla de oro     | Individual         |

## Vida personal
Es madre de una hija y es médica en el centro de salud de Zarautz.